# Braga (prenda de vestir)
Este artículo trata especialmente sobre la palabra «braga» y de la evolución de dicha prenda desde el tiempo de los romanos. El término como tal solo quedó recogido en España para referirse a la prenda interior que usan las mujeres, cuya equivalencia en otros países hispanos ha dado lugar a palabras totalmente distintas pero en definitiva con el mismo significado.
Las bragas, como prenda interior femenina a partir del siglo xviii, es un complemento que cubre desde la cintura hasta el arranque de las piernas, que a lo largo del tiempo ha variado su forma y diseño en virtud de la moda. Tuvo su origen en los calzones y calzas de la Antigüedad. En el siglo xxi, el equivalente para hombres es el calzoncillo.

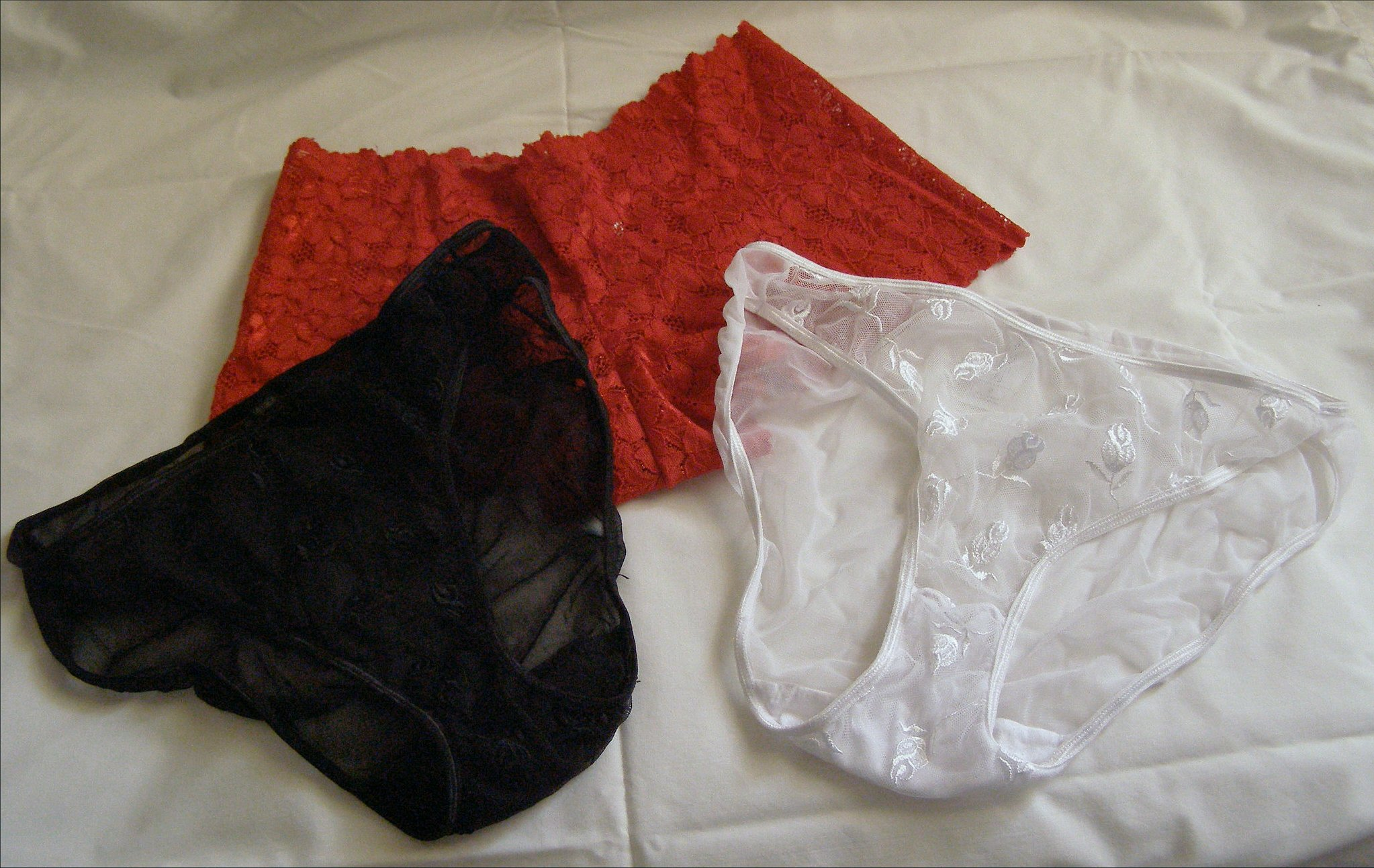
Bragas modernas.

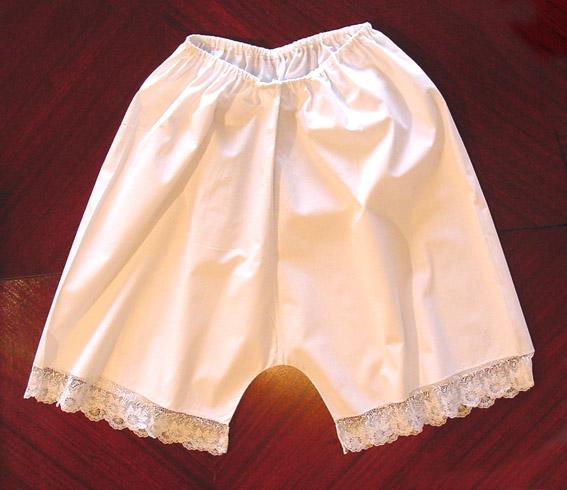
Braga antigua tipo culote en algodón.

## Origen
Antiguamente la palabra “bragas” se refería a una prenda masculina que cubría a las piernas de los varones y que se usaba en climas fríos. Por ejemplo, los latinos hablaban de la Galia Bracata cuando se referían a las zonas septentrionales de la Galia, ya que los varones usaban bragas (antecedentes de los pantalones), del mismo modo los habitantes de las mesetas frías de Persia solían ser representados con gorros frigios y bragas; todavía se emplea la frase “es un hombre bien bragado” para significar que es valiente, con una clara referencia a lo que las bragas cubren. Del nombre de la braga como prenda masculina deriva nada menos que la y  aún se conserva otro rastro del uso masculino de esta prenda en el sustantivo bragueta (muy recientemente confundida con el cierre o zíper, aunque durante largo tiempo la bragueta era una especie de bolso —o incluso pequeña armadura—, apéndice que cubría los genitales externos masculinos en la braga masculina).
En el sur de la América meridional el "calzoncillo cribado" era el atuendo típico de los gauchos de inicios del siglo XIX. Se trataba de unas bragas criollas con encajes  decorativos que constituían una prenda de orgulloso lucimiento, ya que podían llegar al tobillo y eran visibles bajo el chiripá (especie de lienzo externo que se pasaba entre las piernas por encima de las bragas, ajustándolas, y que se sostenía ciñéndolo en la cintura con una faja o cinturón). Hoy el gaucho o peón de campo no usa aquellas típicas bragas criollas, sino unos muy amplios pantalones camperos llamados bombachas de campo, que no son prenda interior. Solo algún artista luce aquellos vistosos calzoncillos cribados cuando se rememora la tradición argentina en actuaciones folclóricas.

## Etimología
Se cree[¿según quién?] que la voz “braga” procede de los celtas, que a su vez la tomarían de los germanos. La palabra original (citada por los romanos, en latín) es braccae (palabra plural), cuyo sonido [k] intervocálico deviene fricativo sonoro [ɣ] en el neolatín ibérico, con notación g. De esta manera braccae da "bragas" (a través de la forma acusativa (objeto directo) plural braccās).

## Historia y evolución

### Período antiguo y clásico
El taparrabos es el tipo más simple de prenda íntima y, probablemente, fue la primera ropa interior utilizada por los seres humanos. Un taparrabos puede tener dos formas principales. La primera consiste en una larga pieza triangular de tejido, con cuerdas o cintas cosidas a las esquinas. Las cintas se atan alrededor de la cintura y el trapo o cuero se pasa entre las piernas entremetiéndolo en la banda resultante para sujetarlo. La forma alternativa es más similar a una falda: un trapo enrollado varias veces alrededor de las caderas y después sujeto con un ceñidor o cinturón.
En la mayoría de las civilizaciones antiguas ésta era la única ropa interior disponible y, aun en la actualidad, los taparrabos siguen siendo utilizados como única vestimenta por tribus que habitan regiones tropicales, incluso es la prenda interior tradicional en muchas sociedades asiáticas.
Se tiene noticia a través de las descripciones de los escritores griegos y romanos que estos empleaban una prenda equivalente a lo que conocemos como bragas. La usaban en distintas actividades de su vida:
- Para cubrirse púdicamente en los baños públicos.
- En las luchas en que los hombres que participaban lo hacían desnudos.
- En los ejercicios de natación llevados a cabo como entrenamiento de los soldados para las batallas.
- Los pregoneros llevaban esta prenda bien ajustada para proteger la tripa del esfuerzo que hacían con la expulsión de la voz, que podía llegar a herniarles. Por esta misma razón la usaban también los comediantes, cantantes y trompeteros.[cita requerida]

### Griegos

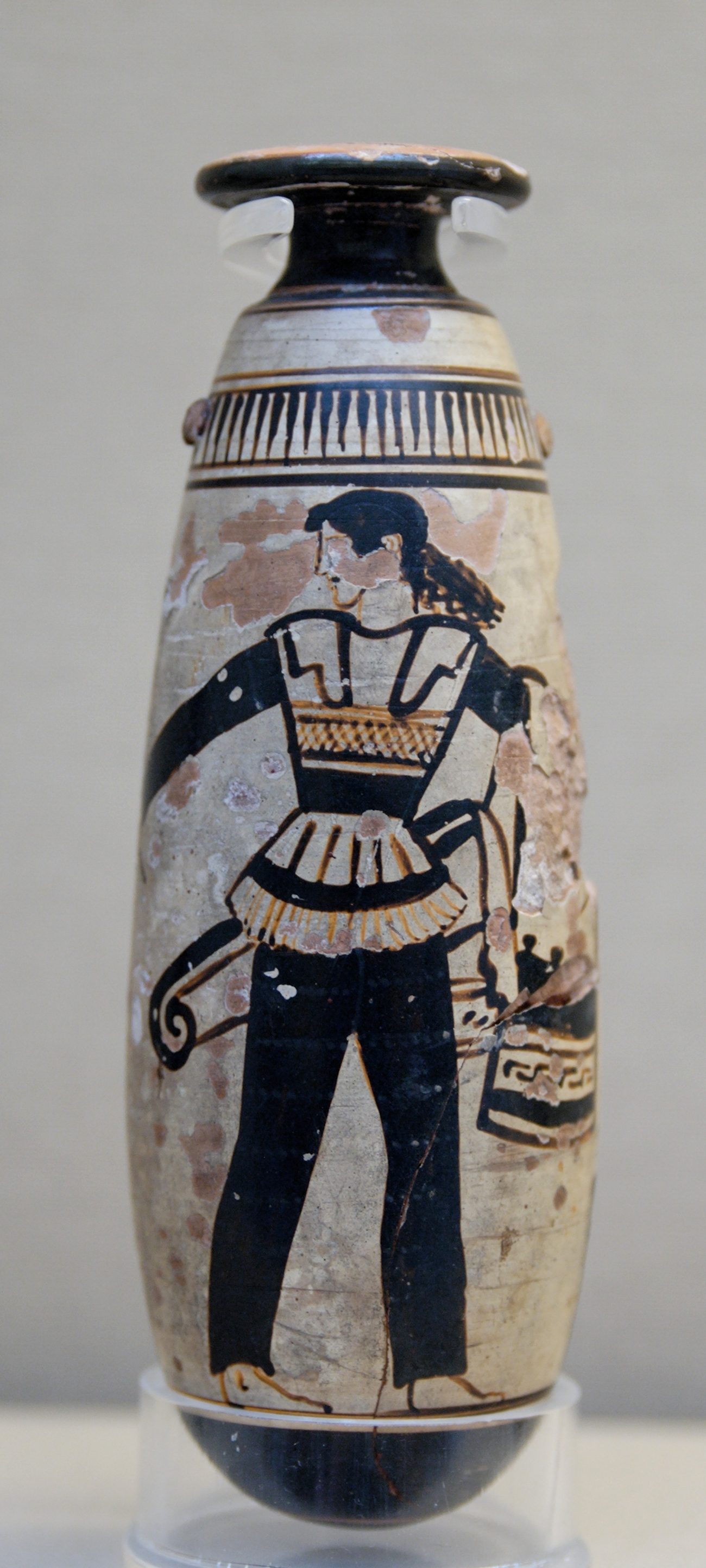
Amazona usando bragas (pantalones) y portando un escudo con una tela estampada y un carcaj. Ático de suelo blanco con forma de alabastrón negro.

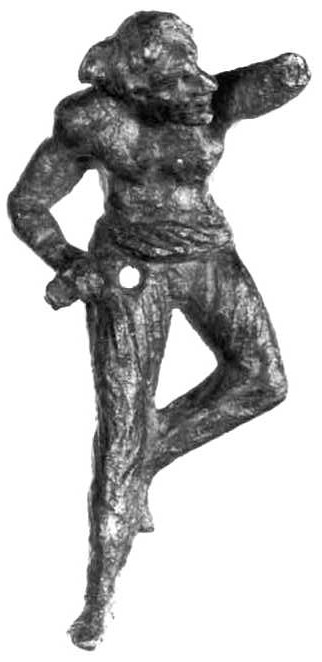
Hombre Galo Usando Braccae (Bragas) en una representación Romana de bronce encontrada en Apt, Francia.

Los griegos habían tomado contacto con esta prenda de vestir a través de los pueblos orientales y sobre todo de Asia Menor. Distinguían cada forma particular dándole nombres distintos, que más tarde los romanos nombraron de nuevo haciendo uso de la palabra que ellos conocían y que les era más familiar: «bracca-bracae».
Los griegos llamaron «αναξυριδες» a una especie de pantalón ajustado que llevaban los persas y las amazonas, tal y como se ve en sus representaciones (según cuenta Ovidio en sus escritos).
Los «θυλακoι» eran pantalones amplios que llevaban los frigios y los asiáticos. Según la leyenda, era la prenda habitual de París.
Se pueden ver ejemplos en los mosaicos de la ciudad romana de Pompeya. Los romanos llamaban a esta ropa brácae laxae.
Los griegos conocían también lo que los romanos designaban como brácae virgatae o brácae pictatae, unos pantalones con rayas, muy abigarrados con bordados. Era muy común en Asia Menor (actual Turquía).

### Galia Braccata
Así llamaron los romanos a la región comprendida en la Galia y que más tarde tomaría el nombre de Galia Narbonense. Llamaron así a esta región porque los galos que habitaban en ella llevaban una vestimenta especial que llamaban bracca. Eran pantalones ajustados al cuerpo o holgados, hechos de piel de animal.
Cuando los romanos tomaron contacto con estas gentes, no habían visto nunca pantalones y les llamó tanto la atención que incluso bautizaron el territorio con este nombre. Con el tiempo, los romanos copiarían para sus soldados este tipo de prenda, cambiando incluso el material de la piel por otro de lana, más cómodo y adaptable.
Pero la palabra bracca o el plural galolatino bracae sería en lo sucesivo utilizada para todas las variantes, incluso es la palabra que ha llegado hasta nuestros días para referirse a una prenda femenina cuyo diseño está ya muy lejos de aquel que empleaban los galos.
Al norte de Portugal, cerca de Galicia, existe una ciudad que se llama Braga. Este topónimo viene del que le dieron los romanos en tiempos de Augusto. Llamaron a la ciudad Augusta Braccarum, porque estaba poblada por galli braccate (‘galos bragados’), es decir, celtas que usaban los pantalones descritos anteriormente.
Más tarde, cuando los romanos copiaron y adoptaron la bracca de los galos, empezaron a usar dos formas bien diferenciadas:

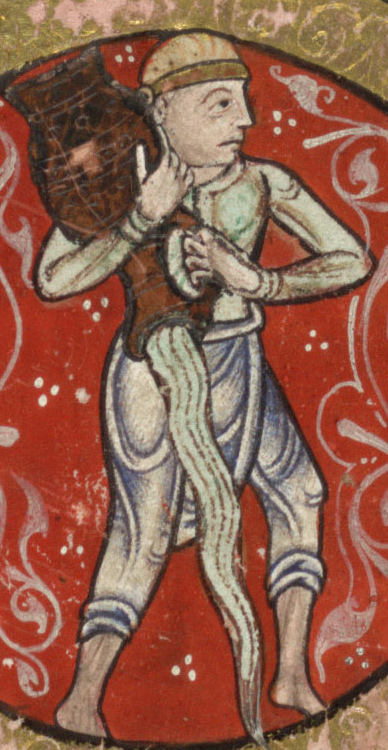
Detalle de 'Acuario' de enero usando Bragas Holgadas, Hunterian Psalter, Glasgow University Library,1170.

- Bracatus totum corpus, es decir, ‘bragado todo el cuerpo’. Era un traje especial que cubría a la persona de la cabeza a los pies.

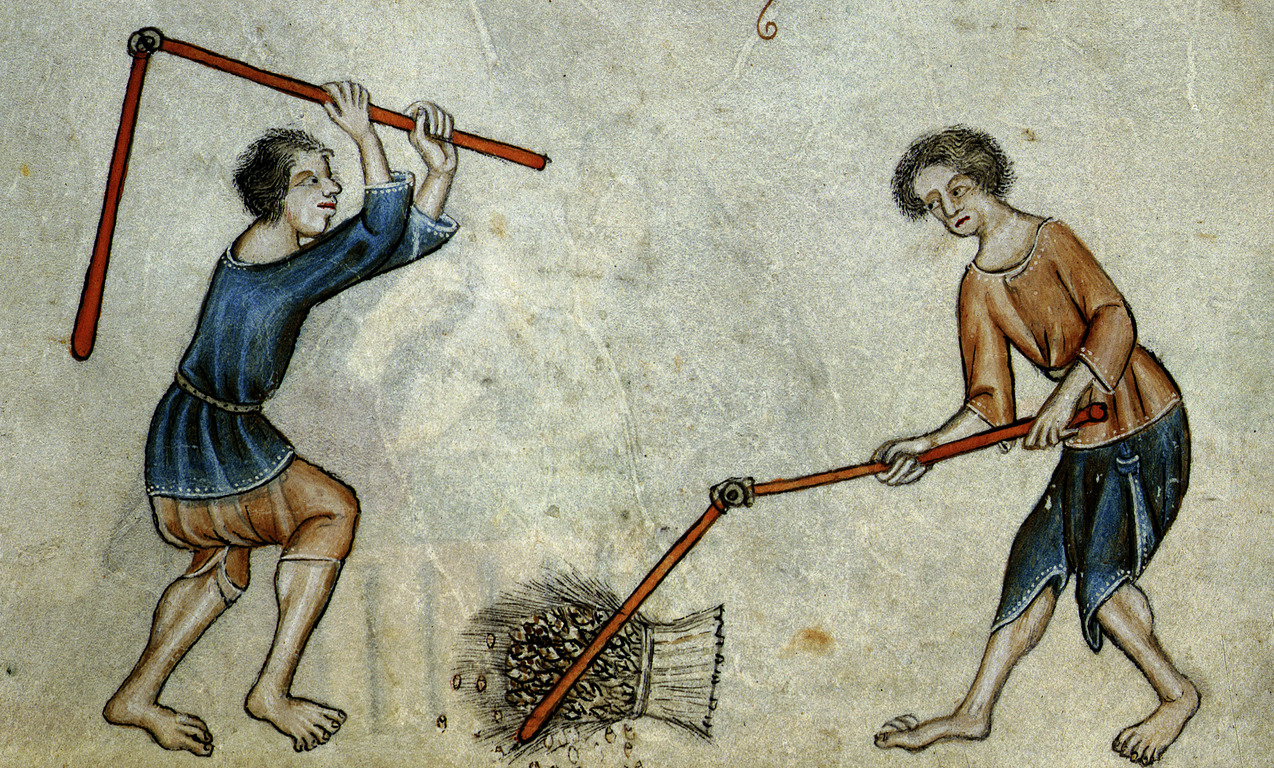
Dos campesinos trillando la gavilla usando Bragas holgadas - Luttrell Psalter (c.1325-1335)

- Bracatus miles (‘militar bragado’). Antes de adoptar la prenda, los romanos llamaban así a los soldados extranjeros que la portaban. Pero a partir del emperador romano Alejandro Severo (222-235 d. C.), esta prenda fue copiada y confeccionada para el ejército romano, a imitación de los galos. Puede verse en las figuras que están esculpidas en el arco de Constantino en Roma.

### Edad Media y Renacimiento
A partir de la Edad Media la lencería se hizo más holgada, fabricándose con materiales más suaves, como el algodón o el lino. El taparrabos fue reemplazado por una prenda suelta parecida a los pantalones o como los ahora llamados pololos o culotes, que se ataban a la cintura y a las piernas (a la altura de la pantorrilla). Los culotes han persistido hasta el siglo XX.
Parece que durante este periodo aparecieron también los cinturones de castidad, inventados por los cruzados, muy preocupados por la fidelidad de sus esposas en sus largas ausencias (al menos esa es la leyenda). Los investigadores modernos dudan que estos artilugios se utilizaran con frecuencia.

### La era industrial y elsigloXX

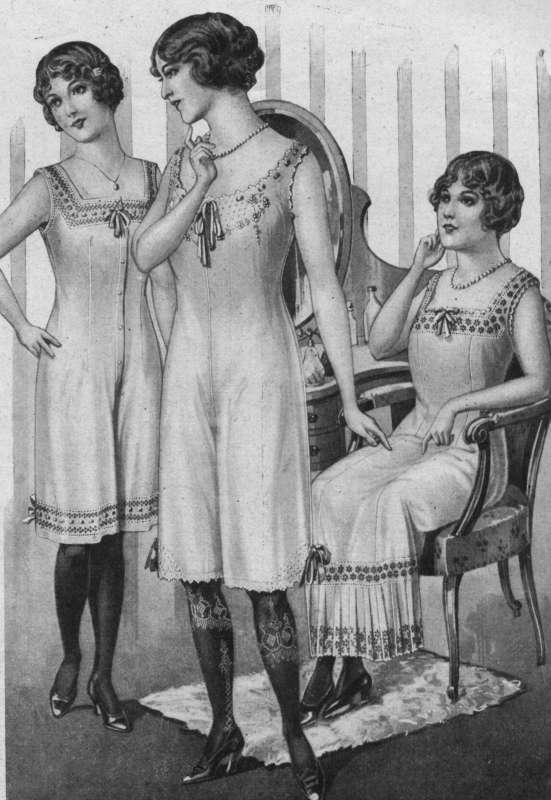
Ropa interior de la dama (revista de moda de 1913).

La invención de las máquinas de hilar y las desmotadoras, hacia la segunda mitad del siglo XVIII, facilitó la elaboración de tejidos de algodón. Las fábricas producían ropa interior de manera masiva y, por primera vez, la gente empezaba a comprarla en lugar de hacerla en casa. El modelo corriente del siglo XIX, tanto para hombres, mujeres y niños, eran unos trajes de este algodón tejido, que cubrían desde las muñecas hasta los tobillos. Esta “segunda piel” incluía en la parte trasera una faldilla que se desabrochaba, para facilitar la visita al aseo. Hacia finales de la primera década del siglo XX, el traje entero se dividió y las mujeres comenzaron a elaborar este básico en dos piezas con encaje.
A medida que las décadas pasaban, la ropa interior femenina se acortaba para seguir el ritmo de las faldas, que menguaban y menguaban.
Y ya en el presente, la comodidad y durabilidad de la ropa interior ha dado paso a la moda y la sofisticación, más encaminada al lucimiento que al abrigo o protección de esa parte de la anatomía femenina.

## Tipos de bragas
- Braga: es el más convencional. Cubre más que las tangas y menos que los culottes.
- Tanga o hilo dental brasileño: deja las nalgas al descubierto
- Culotte o culotes: cubren más las nalgas, casi como un calzoncillo. Antes y hasta mediados del siglo XX se le llamaba así a una prenda que llegaba hasta las rodillas; en esta altura las perneras podían estar sueltas o fruncidas con una goma que se metía en un dobladillo. En francés llaman culotte en la actualidad (siglos XX y XXI) al equivalente español “bragas”. Aunque hoy en día (siglo XXI) está en desuso, la palabra persiste y llaman así a las bragas que son como un calzoncillo casi sin pierna.

## Geosinónimos y localismos
España y Colombia son los únicos países hispanoparlantes que llaman «bragas» a las prendas íntimas femeninas, que cubren el pubis y a veces los glúteos. A continuación la denominación que reciben las prendas femeninas según el país:
- En Argentina, Paraguay, Uruguay y Tarija (Bolivia): la bombacha (diminutivo: la bombachita, plural: las bombachas). Se nombran también numerosas variantes que dependen del estilo específico de la prenda íntima y de su forma: el culotte, la vedetina, la trusa, el bombachón, y si es muy delgada por detrás y deja descubiertos los glúteos, son llamadas como: la tanga, la colaless, el hilo dental o el conchero, dependiendo del diseño. También se suele utilizar el sufijo "-less" para nombrar las prendas de lencería que han sido modificadas en su diseño para ser más delgadas en la parte del trasero, y dejarlo descubierto (culotte-less, body-less).
- En Bolivia y Perú: calzón o trusa (si es muy delgada por detrás: tanga, o incluso hilo dental).
- En Chile: calzón, calzones, cuadros, calchuncho o churrines (palabra muy antigua y hoy en desuso, usada solo en un contexto humorístico). Si el calzón es muy angosto por detrás, colaless o hilo dental). Para la prenda masculina aplica el término calzoncillos.
- En Colombia: bragas, cucos, calzones, pantaletas, panties, cacheteros (si es muy delgada por detrás: tanga, o incluso hilo dental).
- En Costa Rica: calzones o calzón, blúmer cuando es grande o amplio, tanga si no cubre totalmente las nalgas o hilo si no las cubre del todo.
- En Cuba, blúmer o blume, que viene del vocablo inglés bloomer.
- En Ecuador: Antiguamente se usaba la palabra calzonarios. Actualmente se los denomina de acuerdo al tamaño: "calzón" cuando son grandes, "tanga" cuando el área que cubre es más pequeña y se denomina "hilo dental" cuando apenas cubre la zona íntima por delante y es muy delgado por detrás. Para el caso de prendas masculinas se usa calzoncillos. También es común denominarlas "interior".
- En El Salvador: Antiguamente se usaba "bloomer pierna alta". Actualmente se los denomina de acuerdo al tamaño: "calzón", "bloomer" o "cacheteros" cuando son grandes, "tanga" cuando el área que cubre es más pequeña y se denomina "hilo dental" cuando apenas cubre la zona íntima por delante y es muy delgado por detrás. Para el caso de prendas masculinas se usa calzoncillos.
- En España: bragas o braguitas (si es muy delgada por detrás, tanga).
- En Guatemala: calzón
- En Honduras: calzón, antiguamente blúmer, tanga o hilo cuando es delgado.
- En México: calzón, calzones, chones, choninos (términos usados indistintamente para las prendas masculina y femenina, el segundo es un eufemismo del primero), jaulas o pantaletas (si es muy delgada por detrás, tanga).
- En Panamá y Puerto Rico: panty (del inglés panties).
- En la República Dominicana: panties (si es muy delgada por detrás: tanga, o incluso colaless) y blumen, que proviene del vocablo inglés bloomers.
- En Venezuela: pantaletas (si es muy delgada por detrás; hilo, hilo dental o tanga).

En otros países de Hispanoamérica es llamado «calzón de mujer» o «calzoncillo femenino». Es de hacer notar que algunas de estas denominaciones pueden recibir indistintamente el nombre en singular o plural para referirse a una sola pieza. En el lenguaje formal se denomina «ropa interior femenina» o «lencería». Además las variedades de prendas reciben distintas denominaciones y suelen variar en cada país.

### Homónimos
- Braga: pedazo de cabo, cable o cadena empleado para embridar (o embragar) un objeto.
- Braga militar: nombre que recibe en España la prenda elástica con dos aberturas arriba y abajo y forma cilíndrica que sirve para abrigar el cuello y proteger la cara.
- En Venezuela el nombre braga hace referencia al overol o mameluco.

## Fetichismo

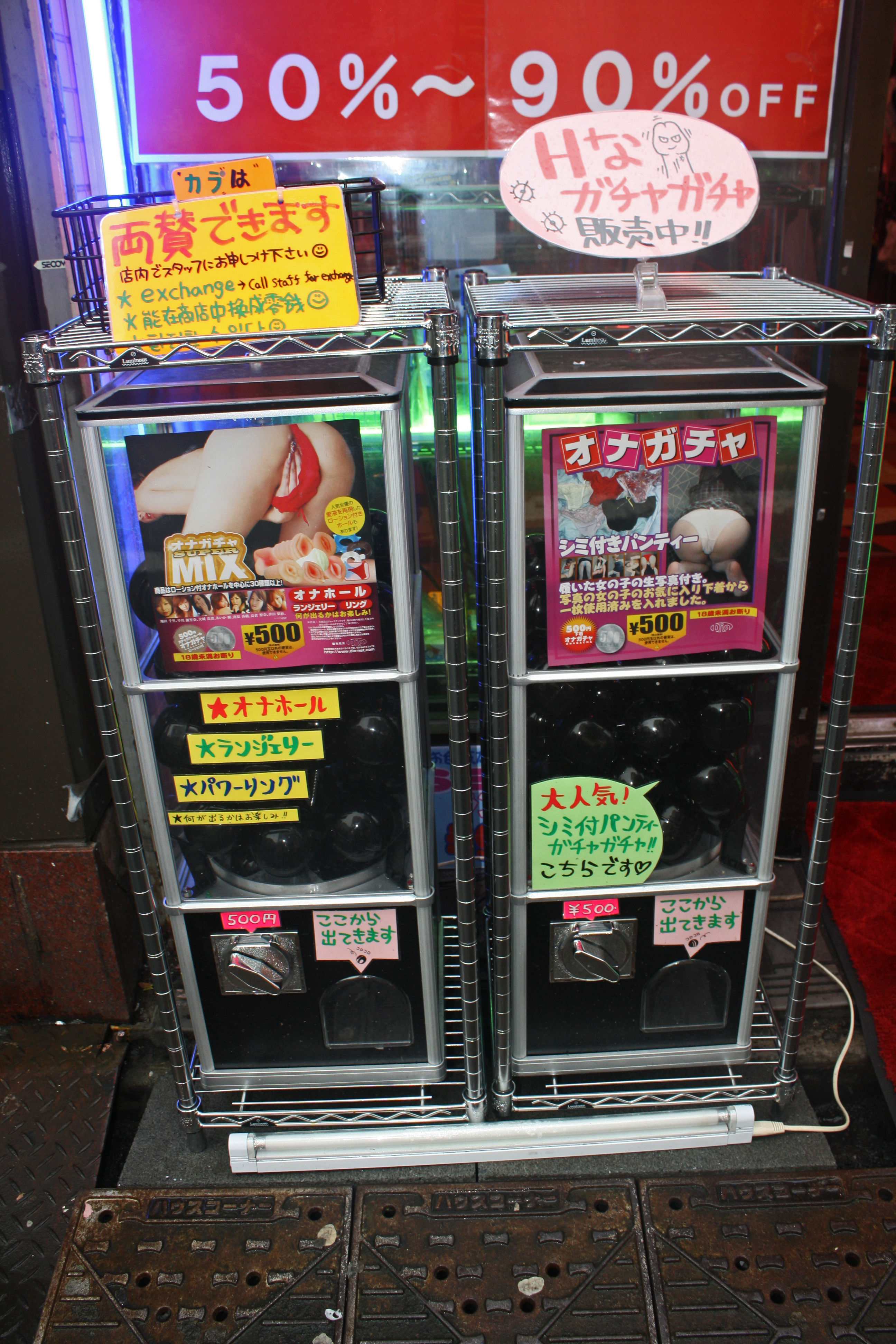
Máquinas expendedoras de bragas usadas en Japón 2010.

Como elemento de vestir íntimamente femenino, las bragas son objeto de un importante fetichismo sexual.

### Fetichismo de bragas usadas
En internet, el comercio de bragas usadas está bastante extendido, y no se trata solo de prendas usadas, sino sin lavar, por las que se pagan elevados precios (cuanto más manchadas, mayor precio). En Japón existen tiendas, llamadas «burusera», donde se compran bragas, sobre todo de colegialas, a precios determinados por su suciedad. También se han vendido en máquinas dedicadas a este comercio.